# Dorothée Show
 (juin 2020).
Si vous disposez d'ouvrages ou d'articles de référence ou si vous connaissez des sites web de qualité traitant du thème abordé ici, merci de compléter l'article en donnant les références utiles à sa vérifiabilité et en les liant à la section « Notes et références ».
Ne doit pas être confondu avec Dorothée : Le Show.
Le Dorothée Show est une émission spéciale (un one shot), diffusée en première partie de soirée sur la chaîne TF1.

## Histoire
Dorothée arrive sur TF1 en septembre 1987 après 10 années sur Antenne 2. Pour fêter ce transfert et sa nomination à la tête de la Direction de l'unité jeunesse de la chaîne, TF1 confie à l'animatrice la présentation d'une émission exceptionnelle en première partie de soirée à l'occasion des fêtes de Noël 1987.
Il s'agit d'une émission de variétés composée de chansons et de différents sketchs retraçant une histoire. Une sorte de comédie musicale télévisée dans laquelle Dorothée interprète ses propres chansons issues de son dernier album du moment : Docteur, (Docteur, Ca donne envie de chanter, Monsieur le Directeur, Le blues de toi et Hep ! Monsieur). Mais aussi de nombreuses reprises en duo avec ses invités.

Ce show permet également de découvrir dans des rôles décalés et inattendus, certaines grandes figures de l'audiovisuel français comme Léon Zitrone, Etienne Mougeotte, Michel Denisot, Jean-Pierre Foucault ou Frédéric Mitterrand qui donnent la réplique à Dorothée dans différents sketchs.

## Synopsis
Le récit de la vie de Dorothée entourée de ses amis (Carlos, Lio, Jacky, Emmanuelle et Valli), racontée en sketchs et en chansons à travers ses différentes étapes : bébé à la crèche, élève dissipée à l'école avec un professeur joué par l'académicien Alain Decaux, adolescente montant son groupe de rock avec ses copines et jeune adulte voulant travailler à la télévision et faisant face à de nombreuses péripéties avant d'y parvenir.

## Production
- Année de production : 1987 (1 numéro)
- Date de diffusion : Samedi 26 décembre 1987
- Producteurs : AB Productions et TF1
- Proposé et présenté par : Dorothée
- Scénario et dialogues : Jean-François Porry (alias Jean-Luc Azoulay)
- Musique : Gérard Salesses
- Réalisation : Robert Réa
- Audience : 6 700 000 téléspectateurs

## Invités

### Télévision
- Léon Zitrone
- Michel Denisot
- Jean-Pierre Foucault
- Frédéric Mitterrand
- Jacky
- Etienne Mougeotte
- Christian Morin
- Évelyne Leclercq
- Fabienne Egal
- Claire Avril
- Carole Varenne
- Alain Decaux
- Michel Cardoze

### Musique
- Lio
- Carlos
- Karen Cheryl
- David Hallyday
- Emmanuelle Mottaz
- Dick Rivers
- Valli
- Gipsy King
- Léopold Nord et Vous